# St. Agatha und Lucia (Kleinlangenfeld)

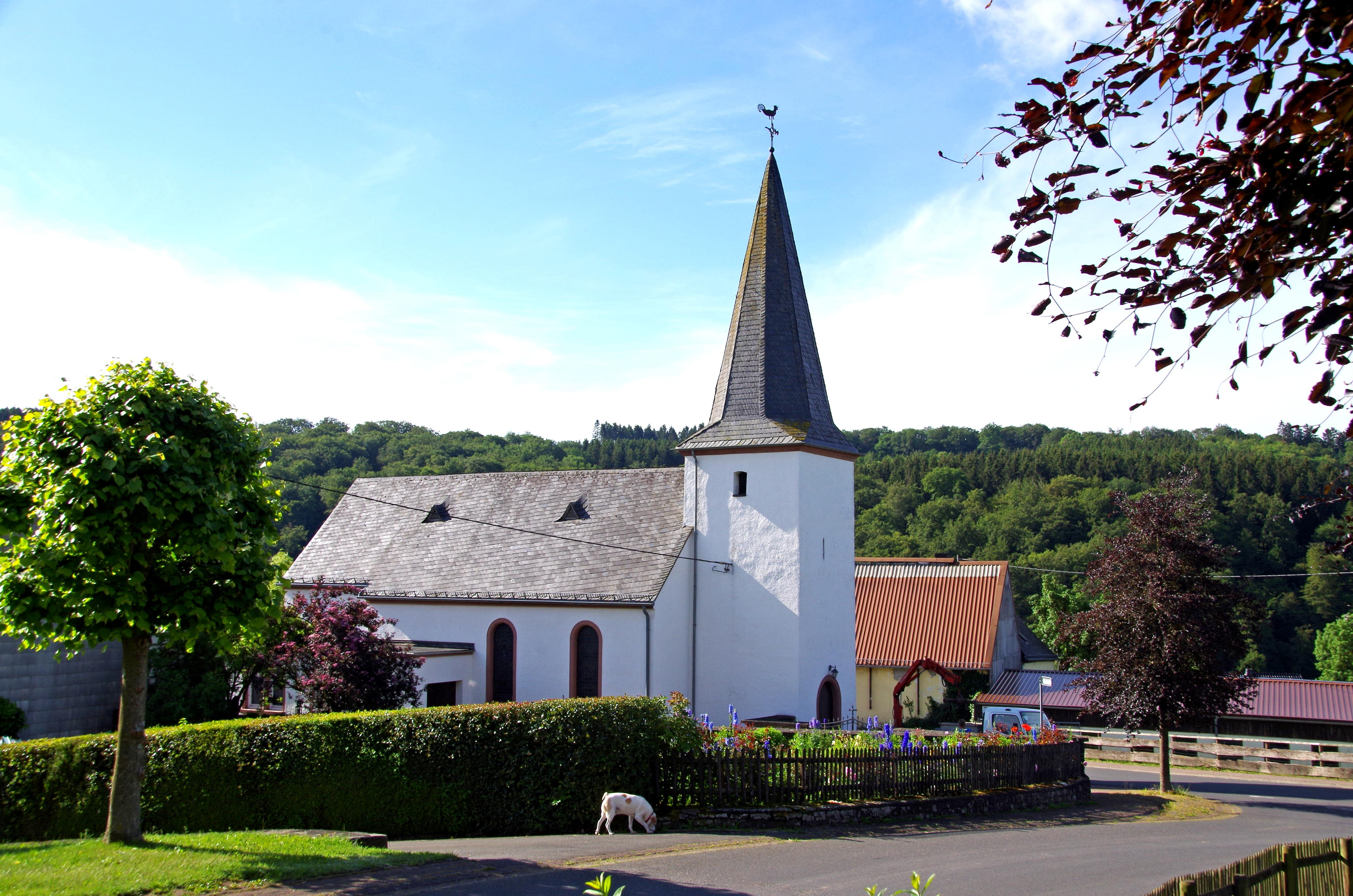
St. Agatha und Lucia (Kleinlangenfeld)

Die Kapelle St. Agatha und Lucia (auch: St. Luzia und Donatus) ist die römisch-katholische Filialkirche in Kleinlangenfeld im Eifelkreis Bitburg-Prüm in Rheinland-Pfalz. Die Kirche gehört zur Pfarrei Olzheim in der Pfarreiengemeinschaft Prüm im Dekanat St. Willibrord Westeifel im Bistum Trier.

## Geschichte

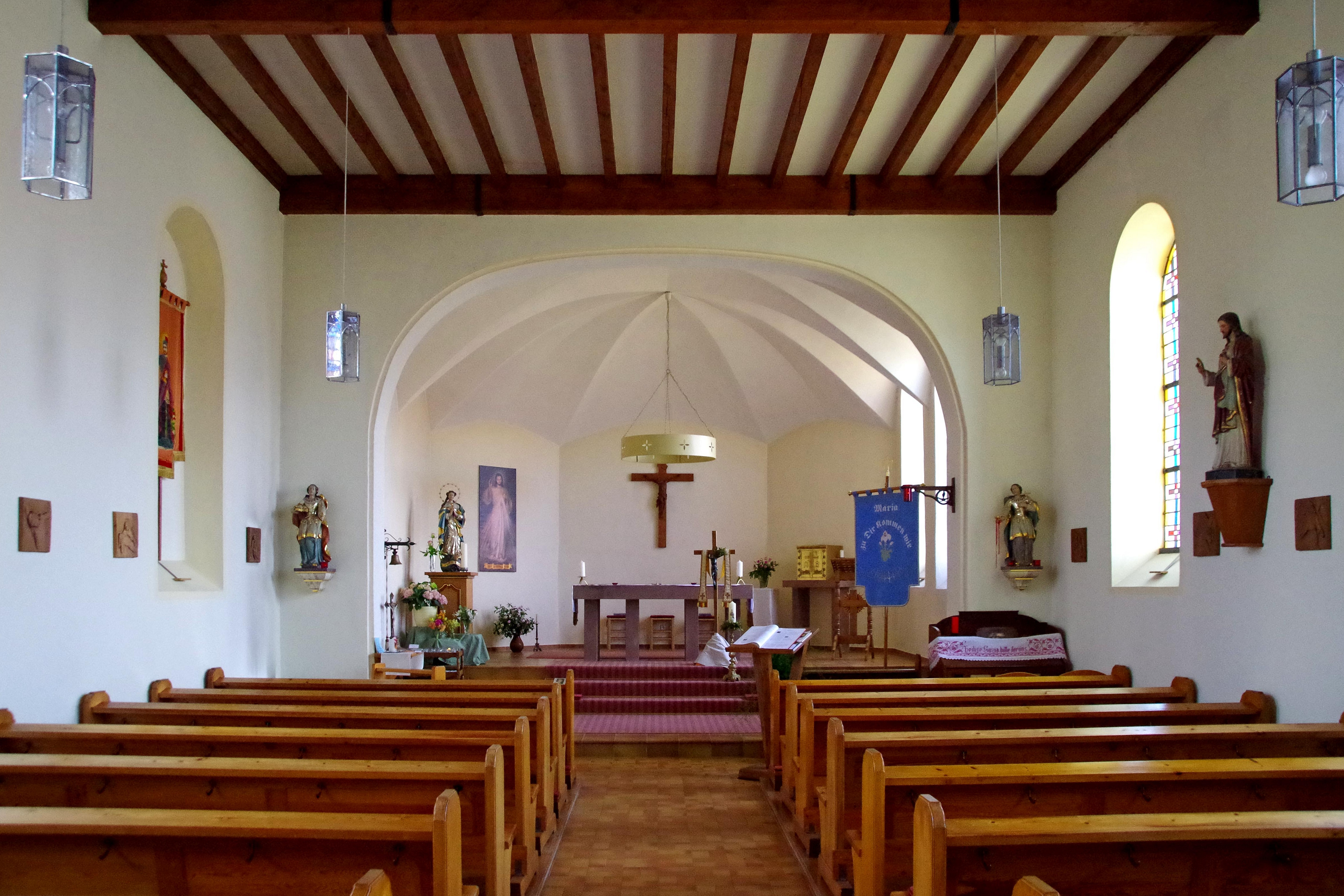
St. Agatha und Lucia (Kleinlangenfeld)

Nach einer ersten Kapelle aus dem frühen 16. Jahrhundert und der Zerstörung einer zweiten des 18. Jahrhunderts im Jahre 1945 konnte 1955 die neu erbaute Kirche zu Ehren von St. Agatha von Catania und St. Lucia von Syrakus geweiht werden. Sie misst 17 × 7 Meter, hat eine flache Balkendecke und ein Chorgewölbe. Der hohe Westturm gipfelt in einer achtseitigen gedrückten Schieferpyramide.

## Ausstattung
Vier Kirchenfenster zeigen Abbildungen von Jesus Christus, Maria, Barbara von Nikomedien und Wendelin. Die Kirche verfügt über Statuen folgender Motive: Muttergottes, Agatha, Lucia, Herz-Jesu, Peter von Mailand und Donatus von Münstereifel.